# Panhard & Levassor Type K22
Der Panhard & Levassor Type K22 ist ein Pkw- und Nutzfahrzeugmodell der 1920er Jahre. Hersteller war Panhard & Levassor in Frankreich.

## Beschreibung
Die Fahrzeuge haben einen ventillosen Schiebermotor nach einer Lizenz von Charles Yale Knight. Im Motorcode „SK4C4“ steht das „K“ für Knight und die „4“ für die Anzahl der Zylinder.
Der Vierzylinder-Reihenmotor hat 67 mm Bohrung, 105 mm Hub und 1481 cm³ Hubraum. Er wurde auch 10 CV genannt. Die Leistung des Frontmotors wird über eine Kardanwelle an die Hinterachse übertragen.
Bekannt sind die Pkw-Karosseriebauformen Torpedo und Limousine.
Im Pkw-Bereich gab es im November 1925 einen Prototyp. Von März 1926 bis Ende 1926 wurden fünf Fahrzeuge gefertigt. 1927 entstanden weitere drei Fahrzeuge. Allerdings war in dem Jahr der Wechsel zum Nachfolger Type K33, und die Statistik unterteilt nicht zwischen den beiden Modellen.

## Nutzfahrzeuge
Das Modell war in erster Linie als Nutzfahrzeug konzipiert. Es hatte 1500 kg Nutzlast. Abbildungen zeigen einen Krankenkraftwagen. Die Produktion lief von Dezember 1924 bis 1927. Die Produktionszahlen in den einzelnen Jahren belaufen sich auf 1, 124, 147 und 94 Fahrzeuge, wobei der Wert des letzten Jahres wieder den Nachfolger beinhaltet. In der Summe sind das 366 Nutzfahrzeuge, von denen 95 exportiert wurden.